# Assaad Hardan

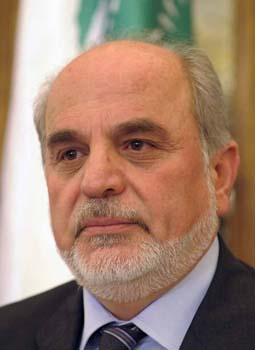
Assaad Hardan

Assaad Halim Hardan (arabisch أسعد حردان, DMG Asʿad Ḥardān, * 31. Juli 1951 in Rachaya Al Foukhar bei Hasbaya) ist ein libanesischer Politiker und seit Juli 2008 Vorsitzender der Syrischen Sozialen Nationalistischen Partei.
Der griechisch-orthodoxe Christ trat der SSNP bereits 1968 bei und wurde zum Vorsitzenden des Zentralen Politbüros, dabei spielte er auch eine Rolle im libanesischen Bürgerkrieg. Er wurde bei den Parlamentswahlen im Libanon 1992 zum Mitglied der Assemblée nationale gewählt und vertrat dabei den für Griechisch-Orthodoxe reservierten Sitz von Marjeyoun-Hasbaya.
Er wurde mehrmals in die Regierung berufen. Zwischen 1990 und 1992 war er unter Omar Karami und Rachid Solh Staatsminister ohne Portfolio, von 1995 bis 1998 sowie von 2003 bis 2004 Arbeitsminister; ihm folgte 2004 Assem Qanso nach.
Hardan hat an der Université libanaise studiert. Er ist mit Marlene Khnaisser verheiratet und hat drei Kinder – Fredrika, Fidaa und Halim.